# Sam Colonna
Sam Colonna (ur. 1960) – amerykański amatorski pięściarz i trener bokserski pochodzenia włoskiego.
Urodził się we Włoszech. W dzieciństwie wyemigrował wraz z rodziną do USA. Osiadł w Chicago, gdzie przez 10 lat amatorsko boksował oraz pracował jako trener w Valentines Boys Club. W latach 1990–2006 był właścicielem renomowanego klubu Windy City Gym, w którym szkolił zarówno bokserów amatorskich, jak i zawodowych, a po jego zamknięciu został jednym ze współzałożycieli Chicago Boxing Club. Wśród podopiecznych Colonny byli tacy pięściarze jak: Angel Manfredy, Andrzej Gołota, Tomasz Adamek, Román Martínez czy Andrzej Fonfara.